# Cầu vượt Nguyễn Văn Linh (Hải Phòng)
Cầu vượt Nguyễn Văn Linh là một cây cầu vượt tại quận Lê Chân, thành phố Hải Phòng, Việt Nam.
Cầu nằm trên tuyến đường Nguyễn Văn Linh, vượt qua vòng xuyến tại nút giao với trục đường Hồ Sen - Võ Nguyên Giáp thuộc địa bàn hai phường Dư Hàng Kênh và Kênh Dương.
Cầu vượt Nguyễn Văn Linh có kiến trúc cầu vòm, chiều dài 288,2 m, nhịp chính dài 100 m, mặt cầu rộng 19 m.
Công trình là một phần của Dự án xây dựng đường trục Hồ Sen – Cầu Rào 2 (đường Võ Nguyên Giáp), được khởi công xây dựng vào ngày 14 tháng 5 năm 2018 và đưa vào sử dụng từ ngày 9 tháng 5 năm 2019.